# Huis Valois

Wapen van het huis Valois

Het huis Valois was een belangrijke dynastie. Koningen van Frankrijk tussen 1328-1589 waren lid van dit huis. Het huis Valois was verwant aan de vorige Franse dynastie, het huis Capet. De eerste koning uit het huis Valois, Filips VI van Frankrijk, was namelijk een neef van Karel IV van Frankrijk uit het huis Capet. (De vader van Karel IV, Filips IV van Frankrijk was een broer van Karel van Valois, de vader van Filips VI).
Het huis werd na de dood van Karel VIII van Frankrijk gesplitst in twee takken, Valois-Orléans en Valois-Angoulême. Het huis verloor zijn aanspraak op de Franse troon in 1589, na de dood van Hendrik III van Frankrijk. Het werd opgevolgd door een verwante dynastie, het huis Bourbon.
Verwante leden van het huis Valois waren ook hertog van Bourgondië (1363 - 1482) en hertog van Brabant (1406 - 1482).

## Koningen van Frankrijk van het huis Valois (1328-1589)

### In engere zin (1328-1498)
- 1328 - 1350: Filips VI de Gelukkige
- 1350 - 1364: Jan II de Goede
- 1364 - 1380: Karel V de Wijze
- 1380 - 1422: Karel VI de Geliefde (ook de Waanzinnige)
- 1422 - 1461: Karel VII de Overwinnaar
- 1461 - 1483: Lodewijk XI de Spin
- 1483 - 1498: Karel VIII

### Tak Valois-Orléans (1498-1515)
- 1498 - 1515: Lodewijk XII, de Vader van zijn Volk

### Tak Valois-Angoulême(1515-1589)
- 1515 - 1547: Frans I
- 1547 - 1559: Hendrik II
- 1559 - 1560: Frans II
- 1560 - 1574: Karel IX
  - 1560 - 1563: Catharina de' Medici (als regentes voor Karel IX)
- 1574 - 1589: Hendrik III

## Hertogen van Bourgondië van het huis Valois (1363-1482)
Een zoon van koning Jan II, Filips II, werd door zijn vader beleend met het hertogdom Bourgondië (waartoe later ook de Nederlanden behoorden), nadat de vorige hertog (Filips I van Bourgondië) kinderloos was overleden aan de Pest. De nazaten van Filips II bleven hertog van Bourgondië totdat zijn achterkleinzoon Karel de Stoute in 1477 in de Slag bij Nancy sneuvelde. De Franse gebieden van het hertogdom Bourgondië werden door Lodewijk XI van Frankrijk ingelijfd. Karel liet geen mannelijke nakomelingen na en zijn dochter Maria van Bourgondië werd in naam hertogin van Bourgondië. Ze behield wel de Nederlanden. Zij trouwde met Maximiliaan van Oostenrijk uit het huis Habsburg. Na haar dood werd hun zoon Filips de Schone in naam hertog; hij deed in 1498 bij het Verdrag van Parijs afstand van zijn aanspraken op Bourgondië.
- 1363 - 1404 Filips II de Stoute
- 1404 - 1419 Jan I zonder vrees
- 1419 - 1467 Filips III de Goede
- 1467 - 1477 Karel de Stoute
- 1477 - 1482 Maria

### Hertogen van Brabant van het huis Valois (1406-1482)
Naar aanleiding van een overeenkomst werd Anton van Bourgondië, de tweede zoon van de Bourgondische hertog Filips II de Stoute, hertog van Brabant. Zijn kleinzoon Filips van Saint-Pol overleed in 1430 kinderloos en liet zijn bezittingen na aan Filips III de Goede, hertog van Bourgondië. Vanaf 1430 tot de dood van Maria van Bourgondië in 1482 waren de hertogen van Bourgondië ook hertog van Brabant, waarna ook Brabant overging naar de Habsburgers.
- 1406 - 1415 Anton van Bourgondië
- 1415 - 1427 Jan IV van Brabant
- 1427 - 1430 Filips van Saint-Pol
- 1430 - 1482 zie hierboven bij hertogen van Bourgondië.